# Garrulaxe de l'Omei
Liocichla omeiensis
Espèce
Statut de conservation UICN

 VU B1ab(i,ii,iii,iv,v) : Vulnérable
Statut CITES
Le Garrulaxe de l'Omei (Liocichla omeiensis) est une espèce de passereaux de la famille des Leiothrichidae. Il est endémique aux chaînes de montagnes du sud du Sichuan, en Chine. Il est étroitement apparenté au Garrulaxe des Buguns, une espèce décrite seulement en 2006, et auquel il ressemble beaucoup.

## Description
C'est un oiseau gris-olive avec des taches rouges sur les ailes. Le plumage de la face est gris avec un anneau légèrement rouge de chaque côté du visage. L'espèce se nourrit dans les broussailles de la forêt semi-tropicale. Il s'agit d'un migrant d'altitude, passant les mois d'été au-dessus de 1 000 m et descendant en dessous de 600 m en hiver.

## Population et conservation
Il est considéré comme vulnérable par l'UICN. Il est menacé par la perte de son habitat par l'exploitation forestière et la conversion à l'agriculture. Certaines populations sont protégées dans des réserves, telles que le Site protégé du mont Emei.